# Heidenrod
Heidenrod är en Gemeinde i Rheingau-Taunus-Kreis i det tyska förbundslandet Hessen. Heidenrod har cirka 8 000 invånare. Kommunen bildades 31 december 1971 genom en sammanslagning av 16 tidigare kommuner. Martenroth uppgick i kommunen 1 juli 1972 och Hilgenroth 1 januari 1977.